# Memorial Rik Van Steenbergen 2010
Il Memorial Rik Van Steenbergen 2010, ventesima edizione della corsa, valido come evento dell'UCI Europe Tour 2010 categoria 1.1, si svolse l'8 settembre 2010 per un percorso di 195,9 km. Fu vinto dal belga Michael Van Staeyen, che terminò la gara in 4h15'10" alla media di 46,06 km/h.
Dei 165 ciclisti alla partenza furono in 147 a portare a termine il percorso.

## Ordine d'arrivo (Top 10)
| Pos. | Corridore           | Squadra       | Tempo    |
| ---- | ------------------- | ------------- | -------- |
| 1    | Michael Van Staeyen | Topsport Vl.  | 4h15'10" |
| 2    | Robbie McEwen       | Katusha       | s.t.     |
| 3    | Jürgen Roelandts    | Omega Pharma  | s.t.     |
| 4    | Anthony Ravard      | AG2R La Mond. | s.t.     |
| 5    | Enrico Rossi        | Cer. Flaminia | s.t.     |
| 6    | Lloyd Mondory       | AG2R La Mond. | s.t.     |
| 7    | Stefan van Dijk     | Ver. Willems  | s.t.     |
| 8    | Daniele Colli       | Cer. Flaminia | s.t.     |
| 9    | Benjamin Verraes    | Jong Vlaand.  | s.t.     |
| 10   | Alexander Kristoff  | BMC           | s.t.     |